# Santa Cruz (Angola)
Santa Cruz (auch Milunga) ist eine Stadt und ein Landkreis in Angola.

## Geschichte
Santa Cruz gehörte zu den ersten Zielen der Unabhängigkeitsbewegung UPA ( União das Populações do Norte de Angola, ab 1962 FNLA), mit der im März 1961 der Portugiesische Kolonialkrieg in Angola begann. Der erfolgreiche Widerstand der lokalen Bevölkerung, die mehrheitlich aus portugiesische Siedlern bestand, wurde von der portugiesischen Propaganda als Heldentat gegen die terroristischen Angriffe der vom Ausland einsickernden Aufständischen verbreitet.
Nach der Unabhängigkeit Angolas 1975 legte Santa Cruz wie viele andere Orte seinen portugiesischen Ortsnamen ab und nahm die Bezeichnung Milunga an. Inzwischen wird die Stadt aber meist wieder Santa Cruz genannt.

## Verwaltung
Santa Cruz ist Sitz eines gleichnamigen Landkreises (Município) in der Provinz Uíge. Der Kreis hat 77.779 Einwohner (hochgerechnete Schätzung 2014). Die Volkszählung 2014 soll fortan gesicherte Bevölkerungsdaten liefern.
Vier Gemeinden (Comunas) bilden den Kreis Santa Cruz:
- Macocola
- Macolo
- Massau
- Santa Cruz (auch Milunga)